# ذكوفون (المهرة)

تعديل مصدري - تعديل

ذكوفون هي إحدى قرى عزلة حبروت بمديرية شحن التابعة لمحافظة المهرة، بلغ تعداد سكانها 224 نسمة حسب تعداد اليمن لعام 2004.